# Pniski
Pniski (prononciation : [ˈpɲiskʲi]) est un village polonais de la gmina de Sławatycze dans le powiat de Biała Podlaska de la voïvodie de Lublin dans l'est de la Pologne, à la frontière avec la Biélorussie.
Il se situe à environ 9 kilomètres au nord-est de Sławatycze (siège de la gmina), 42 kilomètres au sud-est de Biała Podlaska (siège du powiat) et 97 kilomètres au nord-est de Lublin (capitale de la voïvodie).

## Histoire
De 1975 à 1998, le village est attaché administrativement à la voïvodie de Biała Podlaska.

Depuis 1999, il fait partie de la voïvodie de Lublin.